# Referendum w Nowej Kaledonii w 2020 roku
Referendum w sprawie niepodległości Nowej Kaledonii przeprowadzone 4 października 2020 roku.

## Podłoże
Było to kolejne referendum niepodległościowe w tym zamorskim terytorium Francji zgodnie z porozumieniem z Numei. Pierwsze odbyło się 4 listopada 2018 roku. Większość mieszkańców wyspy zagłosowało wówczas, żeby pozostać we Francji. W tym wypadku referendum mogło zostać powtórzone na pisemne żądanie 1/3 posłów Kongresu, dwukrotnie, odpowiednio w ciągu 2 i 4 lat od pierwszego głosowania. W 2019 roku partie opowiadające się za niepodległością wyspy złożyły żądanie o przeprowadzenie kolejnego referendum. Wniosek został przyjęty przez nowokaledoński Kongres. Referendum zaplanowano na 6 września 2020 roku. W związku z pandemią koronawirusa głosowanie przeniesiono na 4 października tegoż roku.

## Stanowiska polityczne

### Za
- W lipcu 2020 roku Partia Pracy wezwała swoich członków do głosowania za niezależnością od Francji. W poprzednim referendum w 2018 roku laburzyści zdecydowali się wstrzymać od głosu[6].

## Pytanie referendalne
Pytanie wybrane do referendum w sprawie niepodległości w 2018 r. zostało zachowane w 2020 r.:
„Voulez-vous que la Nouvelle-Calédonie accède à la pleine souveraineté et devienne indépendante?” („Czy chcesz, aby Nowa Kaledonia uzyskała pełną suwerenność i stała się niepodległa?”).

## Wynik referendum

### Ogólnopaństwowe

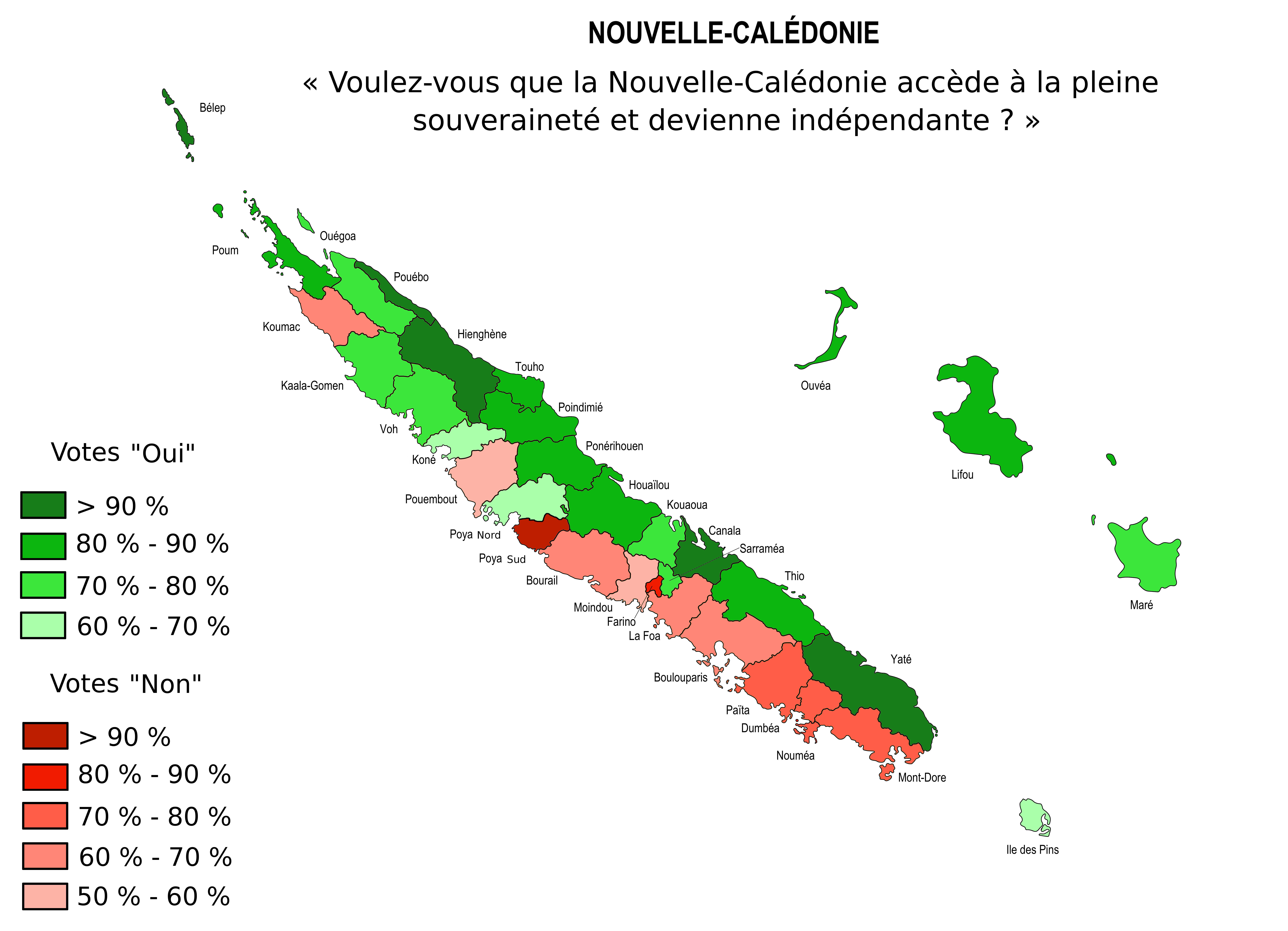
Wyniki referendum w poszczególnych gminach Nowej Kaledonii

53,26% mieszkańców uczestniczących w referendum odrzuciło niepodległość Nowej Kaledonii. Frekwencja wyniosła 85,69%.
| Wybór                               | Głosy   | %     |
| ----------------------------------- | ------- | ----- |
| Za                                  | 71 533  | 46,74 |
| Przeciw                             | 81 503  | 53,26 |
| Głosy ważne                         | 153 063 | 98,79 |
| Puste głosy                         | 855     | 0,55  |
| Nieważne głosy                      | 1027    | 0,66  |
| Razem                               | 154 918 | 100   |
| Zarejestrowani wyborcy / frekwencja | 180 799 | 85,69 |

Udział w głosowaniu
| Głosy na „Tak” (46,74%) |  |  | Głosy na „Nie” (53,26%) |
| ▲                       |  |  |                         |
| Absolutna większość     |  |  |                         |

### Według prowincji
| Wybór                             | Głosy  | %     |
| --------------------------------- | ------ | ----- |
| Tak                               | 28 537 | 78,34 |
| Nie                               | 7 889  | 21,66 |
|                                   |        |       |
| Ważne głosy                       | 36 426 | 98,98 |
| Puste głosy                       | 129    | 0,35  |
| Nieważne głosy                    | 248    | 0,67  |
| Razem                             | 36 803 | 100   |
| Zarejestrowani wyborcy/frekwencja | 41 349 | 89,01 |

| Wybór                             | Głosy   | %     |
| --------------------------------- | ------- | ----- |
| Tak                               | 29 220  | 29,14 |
| Nie                               | 71 043  | 70,86 |
|                                   |         |       |
| Ważne głosy                       | 100 263 | 98,66 |
| Puste głosy                       | 679     | 0,67  |
| Nieważne głosy                    | 682     | 0,67  |
| Razem                             | 101 624 | 100   |
| Zarejestrowani wyborcy/frekwencja | 117 379 | 86,59 |

| Wybór                             | Głosy  | %     |
| --------------------------------- | ------ | ----- |
| Tak                               | 13 776 | 84,27 |
| Nie                               | 2 571  | 15,73 |
|                                   |        |       |
| Ważne głosy                       | 16 347 | 99,13 |
| Puste głosy                       | 47     | 0,29  |
| Nieważne głosy                    | 97     | 0,59  |
| Razem                             | 16 491 | 100   |
| Zarejestrowani wyborcy/frekwencja | 22 071 | 74,72 |

## Konsekwencje
Postęp w głosowaniu nad niepodległością gwarantował możliwość zwołania trzeciego i ostatniego referendum w 2022 roku, do którego ostatecznie doszło w grudniu 2021 roku.